# James E. McManus
James E. McManus, C.SS.R. nació en Brooklyn, en el Estado de Nueva York (Estados Unidos), el 10 de octubre de 1900. Ordenado sacerdote el 19 de junio de 1927. Elegido Obispo de la Diócesis de Ponce el 10 de mayo de 1947. Ordenado el 1 de julio de 1947. Instalado el 1 de agosto de 1947. Trasladado como Obispo Auxiliar de la Archidiócesis de Nueva York y titular de la Diócesis de Benda, el 18 de noviembre de 1963. Falleció en Nueva York el 1 de julio de 1976.
| Predecesor: Aloysius J. Willinger, C.Ss.R. | Obispo Diócesis de Ponce 1947-1963 | Sucesor: Luis Aponte Martínez |

- Datos: Q5925728